# Skate America 2014
Skate America 2014 – pierwsze w kolejności zawody łyżwiarstwa figurowego w cyklu Grand Prix 2014/2015. Zawody odbywały się od 24 do 26 października 2014 roku w hali Sears Centre w Chicago.
Zwycięzcą wśród solistów został Japończyk Tatsuki Machida. W rywalizacji kobiet triumfowała Jelena Radionowa. Wśród par sportowych wygrali reprezentanci Rosji Yūko Kawaguchi i Aleksandr Smirnow. W rywalizacji par tanecznych tytuł wywalczyli Madison Chock i Evan Bates.

## Wyniki

### Soliści

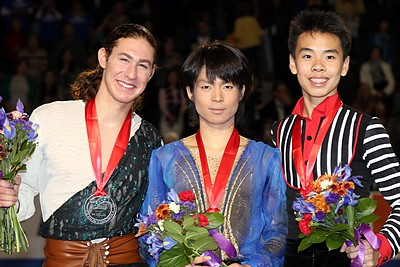
Medaliści w konkurencji solistów, od lewej: Brown (USA), Machida (JPN), Nguyen (CAN)

| Poz. | Zawodnik                   | Nota łączna | SP | SP    | FS | FS     |
| ---- | -------------------------- | ----------- | -- | ----- | -- | ------ |
| 1    | Tatsuki Machida            | 269,09      | 1  | 93,39 | 1  | 175,70 |
| 2    | Jason Brown                | 234,17      | 3  | 79,75 | 3  | 154,42 |
| 3    | Nam Nguyen                 | 232,24      | 7  | 73,71 | 2  | 158,53 |
| 4    | Dienis Tien                | 224,74      | 4  | 77,18 | 4  | 147,56 |
| 5    | Jeremy Abbott              | 219,33      | 2  | 81,82 | 6  | 137,51 |
| 6    | Adjan Pitkiejew            | 212,07      | 5  | 76,13 | 7  | 135,94 |
| 7    | Chafik Besseghier          | 208,70      | 7  | 73,57 | 8  | 135,13 |
| 8    | Douglas Razzano            | 204,48      | 10 | 66,23 | 5  | 138,25 |
| 9    | Artur Gaczinski            | 200,13      | 6  | 75,71 | 10 | 124,42 |
| 10   | Michael Christian Martinez | 197,58      | 9  | 72,81 | 9  | 124,77 |
| 11   | Alexei Bychenko            | 185,98      | 11 | 64,54 | 12 | 121,44 |
| 12   | Jorik Hendrickx            | 177,43      | 12 | 55,99 | 11 | 121,44 |

### Solistki

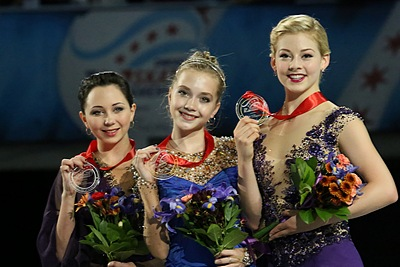
Medalistki w konkurencji solistek, od lewej: Tuktamyszewa (RUS), Radionowa (RUS), Gold (USA)

| Poz. | Zawodniczka              | Nota łączna | SP | SP    | FS | FS     |
| ---- | ------------------------ | ----------- | -- | ----- | -- | ------ |
| 1    | Jelena Radionowa         | 195,47      | 2  | 65,57 | 1  | 129,90 |
| 2    | Jelizawieta Tuktamyszewa | 189,62      | 1  | 67,41 | 2  | 122,21 |
| 3    | Gracie Gold              | 179,38      | 3  | 60,81 | 3  | 118,57 |
| 4    | Samantha Cesario         | 174,58      | 4  | 58,96 | 4  | 115,62 |
| 5    | Park So-youn             | 170,43      | 5  | 55,74 | 5  | 114,69 |
| 6    | Mirai Nagasu             | 158,21      | 10 | 49,29 | 6  | 108,92 |
| 7    | Elene Gedewaniszwili     | 158,10      | 6  | 55,39 | 9  | 102,71 |
| 8    | Haruka Imai              | 157,97      | 8  | 53,79 | 7  | 104,18 |
| 9    | Maé-Bérénice Méité       | 152,71      | 7  | 53,98 | 10 | 98,73  |
| 10   | Brooklee Han             | 150,37      | 11 | 47,38 | 8  | 102,99 |
| 11   | Natalija Popowa          | 148,15      | 9  | 50,70 | 11 | 97,45  |

### Pary sportowe

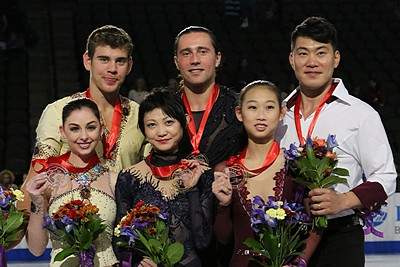
Medaliści w parach sportowych, od lewej Denney / Frazier (USA), Kawaguchi / Smirnow (RUS), Peng / Zhang (CHN)

| Poz. | Zawodnicy                          | Nota łączna | SP | SP    | FS | FS     |
| ---- | ---------------------------------- | ----------- | -- | ----- | -- | ------ |
| 1    | Yūko Kawaguchi / Aleksandr Smirnow | 209,16      | 1  | 69,16 | 1  | 140,00 |
| 2    | Haven Denney / Brandon Frazier     | 183,84      | 3  | 61,08 | 2  | 122,76 |
| 3    | Peng Cheng / Zhang Hao             | 182,43      | 2  | 62,38 | 3  | 120,05 |
| 4    | Alexa Scimeca / Chris Knierim      | 168,62      | 4  | 60,61 | 4  | 108,01 |
| 5    | Madeline Aaron / Max Settlage      | 160,04      | 5  | 58,41 | 5  | 101,63 |
| 6    | Vanessa Grenier / Maxime Dechamps  | 143,59      | 6  | 51,13 | 6  | 92,46  |
| 7    | Annabelle Prolss / Ruben Blommaert | 136,35      | 7  | 48,87 | 8  | 87,48  |
| 8    | Miriam Ziegler / Severin Kiefer    | 135,83      | 8  | 45,27 | 7  | 90,56  |

### Pary taneczne

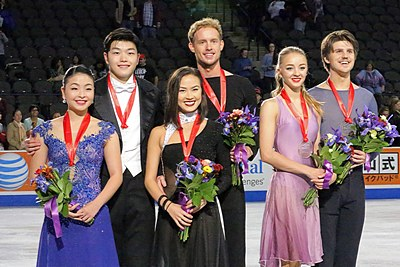
Medaliści w parach tanecznych, od lewej Shibutani / Shibutani (USA), Chock / Bates (USA), Stiepanowa / Bukin (RUS)

| Poz. | Zawodnicy                                     | Nota łączna | SD | SD    | FD | FD     |
| ---- | --------------------------------------------- | ----------- | -- | ----- | -- | ------ |
| 1    | Madison Chock / Evan Bates                    | 171,03      | 1  | 68,96 | 1  | 102,07 |
| 2    | Maia Shibutani / Alex Shibutani               | 160,33      | 2  | 64,14 | 2  | 96,19  |
| 3    | Aleksandra Stiepanowa / Iwan Bukin            | 143,87      | 3  | 56,37 | 3  | 87,50  |
| 4    | Élisabeth Paradis / François-Xavier Ouellette | 137,30      | 8  | 52,11 | 4  | 85,19  |
| 5    | Anastasia Cannuscio / Colin McManus           | 135,61      | 5  | 55,14 | 6  | 80,47  |
| 6    | Charlène Guignard / Marco Fabbri              | 135,50      | 7  | 54,18 | 5  | 81,32  |
| 7    | Federica Testa / Lukáš Csölley                | 131,72      | 4  | 55,63 | 7  | 76,09  |
| 8    | Nicole Orford / Thomas Williams               | 128,88      | 6  | 55,10 | 8  | 73,78  |